# Clemens-Hofbauer-Kolleg
Das Clemens-Hofbauer-Kolleg, meist einfach Clementinum genannt, bestand unter diesem Namen von 1966 bis 1997 in Bad Driburg (Ostwestfalen). Es ging hervor aus dem altsprachlichen Aufbaugymnasium Clementinum (1946–1966), das 1966 im Zuge der nordrheinwestfälischen Schulreform in eine Kollegschule umgewandelt wurde. Das Clemens-Hofbauer-Kolleg war ein staatlich anerkanntes altsprachliches Institut zur Erlangung der Hochschulreife. Hier konnten Bewerber, die über eine abgeschlossene Berufsausbildung verfügten, in vier Jahren das Abitur auf dem zweiten Bildungsweg erreichen, um als sogenannte „Spätberufene“ Priester zu werden oder einen anderen (kirchlichen) Beruf zu ergreifen. Latein und Griechisch waren zentrale Unterrichtsfächer. Angeschlossen war als Wohn- und Lebensort das Spätberufenenseminar Studienheim St. Klemens, in dem die Schüler internatsmäßig untergebracht waren. Träger beider Einrichtungen war das Clemens-Hofbauer-Hilfswerk für Priesterspätberufe e. V. in Bad Driburg, das heute noch das Clementinum Paderborn trägt.

## Geschichte
Die Geschichte des Clementinum beginnt im Jahr 1922, als der Priester Bernhard Zimmermann, selbst Spätberufener, die Schule mit angeschlossenem Internat als „Studienheim St. Klemens“ in Warstein-Belecke gründete und unter das Patronat des Hl. Clemens Maria Hofbauer stellte, der ebenfalls Spätberufener gewesen war. Das Clementinum war damals die erste Einrichtung des zweiten Bildungswegs im gesamten deutschen Sprachraum und erstes deutsches Spätberufenenseminar. 1928 verlegte Zimmermann seine Gründung in seine Heimatstadt Bad Driburg, da er dort 1925 günstig ein Grundstück für die mittlerweile 190 Schüler zählende Einrichtung erwerben und bebauen konnte. Architekt des neuen Studienheims war Josef Ferber. 1932 erfolgte eine erste staatliche Anerkennung der Schule. In der Hungerzeit nach dem Zweiten Weltkrieg weilte Max Planck mit Gattin vom 31. Oktober bis zum 26. November 1946, wie auch Otto Hahn mit Gattin vom 17. bis zum 26. Juni 1947 und Werner Heisenberg mit Gattin vom 15. bis zum 24. September 1948, dort. Am 11. September 1946 wurde dort aus der Kaiser-Wilhelm-Gesellschaft unter Leitung Otto Hahns die Max-Planck-Gesellschaft für die Britische Besatzungszone umbenannt. Nach Plänen des Architekten Josef Lucas wurden von 1955 bis 1956 das Michaelheim angefügt.
Da mittlerweile in fast jeder größeren Stadt Kollegschulen des zweiten Bildungsweges existieren, wurde das Clemens-Hofbauer-Kolleg aufgrund der rückläufigen Studierendenzahlen zum 30. November 1997 aufgelöst. Das angeschlossene Wohn- und Studienheim St. Klemens existierte aber noch in Paderborn weiter als Clementinum Paderborn. Seine Bewohner besuchten nun das Westfalenkolleg Paderborn, das in Trägerschaft des Landes Nordrhein-Westfalen steht. Mittlerweile wird das Gebäude als Flüchtlingsunterkunft genutzt.

## Bekannte Schüler
- Eduard Müller (1911–1943), einer der vier „Lübecker Märtyrer“, von 1931 bis 1933 Schüler des Clementinum
- Max Raabe (* 1962), Sänger und Gründer des Palastorchesters
- Dominicus Meier OSB (* 1959), Bischof von Osnabrück
- Hubert Berenbrinker (* 1950), Weihbischof in Paderborn
- Leo Zirker (1937–2014), Moraltheologe an der Katholischen Universität Eichstätt
- Meinolf Stieren (1924–2015), Kommunalpolitiker und Landrat

## Heilig-Kreuz-Kirche
Die Heilig-Kreuz-Kirche wurde von 1955 bis 1956 rückseitig an die von Lucas gebauten Trakte angefügt. An das langgezogene Schiff schließt sich das Altarhaus an, dessen fensterlose Wand leicht gerundet ist. Das Satteldach ist im Altarbereich erhöht. Die verputzten Wände sind durch großzügige Fensterfelder und vortretende Stützen gegliedert. In den Innenraum, der durch eine geschwungene Empore geprägt ist, wurde eine gerundete Holzdecke eingezogen.